# Agesianax
Ne doit pas être confondu avec Hégésianax.
Agesianax ou Hegesianax (en grec ancien Ἀγησιάναξ), est un poète grec de l'Antiquité. 
Rien ne nous est parvenu de celui-ci outre que Plutarque cite un fragment de son œuvre en hommage à la Lune dans De Facie in Orbem Lunae.  
Jules Verne le mentionne au chapitre V de De la Terre à la Lune. 